# Кошаркашка репрезентација Туниса
Кошаркашка репрезентација Туниса је кошаркашки тим који представља Тунис на међународним такмичењима и под контролом је Кошаркашког савеза Туниса.

## Учешће на међународним такмичењима

### Светска првенства
| Година         | Турнир           | Пласман |
| -------------- | ---------------- | ------- |
| 1950. до 2006. | Није учествовала | -       |
| 2010.          | Прва фаза        | 24.     |
| 2019.          | Прва фаза        | 20.     |

### Афричка првенства
| Година       | Позиција         |
| ------------ | ---------------- |
| 1962.        | Није учествовала |
| 1964.        | 4. место         |
| 1965.        | 2. место         |
| 1968.        | Није учествовала |
| 1970.        | 3. место         |
| 1972.        | 5. место         |
| 1974.        | 3. место         |
| 1975.        | 5. место         |
| 1978.        | Није учествовала |
| 1980.        | Није учествовала |
| 1981.        | 6. место         |
| 1983.        | Није учествовала |
| 1985.        | 8. место         |
| 1987.        | 5. место         |
| 1989.        | 8. место         |
| 1992.        | 7. место         |
| 1993.        | 8. место         |
| 1995.        | Није учествовала |
| 1997.        | Није учествовала |
| 1999.        | 5. место         |
| 2001.        | 4. место         |
| 2003.        | 6. место         |
| 2005.        | 8. место         |
| 2007.        | 6. место         |
| 2009.        | 3. место         |
| 2011.        | 1. место         |
| 2013.        | 9. место         |
| 2015.        | 3. место         |
| / 2017.      | 1. место         |
| Руанда 2021. | 1. место         |